# Tom Terrific
Tom Terrific è una serie animata di Gene Deitch, andata in onda tra il 1957 ed il 1958.